# Апестегия, Хоэль
Хоэль Апестегия Ихуэлос (исп. Joel Apezteguía Hijuelos; 17 декабря 1983, Гавана) — кубинский футболист, нападающий.

## Биография
Начинал заниматься футболом под руководством отца. Игровую карьеру начал на Кубе, где выступал за «Индустриалес» и «Сьюдад де ла Гавана».
В возрасте 24 лет по семейным обстоятельствам переехал в Испанию, где работал в кафе у своего отца и параллельно играл в футбол на любительском уровне. В 2009 году он стал игроком молдавского клуба «Нистру». Во время просмотра в клубе, игроку приходилось спать на полу в недостроенном доме своего агента, поскольку «Нистру» не имел возможности предоставить ему жильё. Также, будучи в клубе, ему, вместе с бразильским футболистом и «человеком из клуба», приходилось незаконно пересекать границу Украины в безлюдном и заснеженном месте, чтобы поехать на командные сборы. В весенней части сезона Апестегия провёл два матча в чемпионате Молдавии и позже в том же году вернулся в Испанию.
В конце 2013 года был приглашён в албанский клуб «Теута». В Албании он получал регулярную игровую практику, сыграл 15 матчей и забил 4 гола в чемпионате страны, но покинул команду по окончании сезона и вновь вернулся в Испанию, где стал игроком клуба четвёртой лиги «Утьель». В 2016 году переехал в Италию, где сыграл 3 матча в Серии D за клуб «Фано», а затем ещё несколько лет провёл в клубах более низших лиг.
В 2018 году стал игроком сан-маринского клуба «Тре Фьори». В сезоне 2019/20 он дебютировал в отборочной стадии Лиги Европы УЕФА, а также стал чемпионом Сан-Марино. 8 августа 2020 года Апестегия появился в стартовом составе на матч предварительного раунда Лиги чемпионов УЕФА 2020/21 против североирландского «Линфилда» (0:2), став первым кубинским футболистом в истории турнира.
По собственным словам, Апестегия очень хочет сыграть за сборную Кубы. Для этого он даже ездил в Гавану на встречу с людьми из футбольной федерации. В ноябре 2020 года он и ещё четыре кубинца выступающих за границей, попали в список потенциальных новичков сборной, которые могут сыграть в отборочном турнире чемпионата мира 2022 в марте 2021. 25 марта Апестегия вышел в стартовом составе на матч первого отборочного раунда против Гватемалы (0:1), в котором провёл на поле 68 минут.

## Достижения
«Тре Фьори»
- Чемпион Сан-Марино: 2019/20
- Обладатель Суперкубка Сан-Марино: 2019